# Фалль, Мамаду (футболист, 2002)
Мамаду Ибра Мбаке Фалль (фр. Mamadou Ibra Mbacke Fall; род. 21 ноября 2002, Рюфиск, Дакар) — сенегальский футболист, защитник клуба «Барселона Атлетик».

## Карьера
Фалль — воспитанник американской «Академии Монтверде». 4 июня 2021 года Фалль подписал свой первый профессиональный контракт с клубом MLS «Лос-Анджелес» сроком на два года с опциями продления до конца сезона 2024. 11 июня он был отдан в аренду клубу Чемпионшипа ЮСЛ «Лас-Вегас Лайтс» на матч того же дня против «Сан-Антонио». За «Лос-Анджелес» он дебютировал 26 июня в матче против «Спортинга Канзас-Сити», выйдя на замену в конце второго тайма вместо Кима Муна Хвана. 3 сентября в поединке против «Спортинга Канзас-Сити» он сделал «дубль», забив свои первые голы за «Лос-Анджелес».
В августе 2022 года Фалль на правах аренды перешёл в испанский «Вильярреал B» на сезон 2022/23. 3 сентября в матче против «Мирандеса» он дебютировал в Сегунде. За первую команду «Вильярреала» он дебютировал 12 ноября в матче Кубка короля против «Санта-Амалии», заменив во втором тайме Хуана Фойта. В Ла Лиге он дебютировал 22 января 2023 года в матче против «Жироны», заменив во втором тайме Хорхе Куэнку. В июле Фалль вернулся в «Лос-Анджелес».
1 сентября 2023 года Фалль отправился в аренду в «Барселону Атлетик» до 30 июня 2024 года с опцией выкупа.

## Достижения
«Лос-Анджелес»
- Чемпион MLS (обладатель Кубка MLS): 2022
- Победитель регулярного чемпионата MLS: 2022